# Griffes jaunes
Pour plus de détails, voir Fiche technique et Distribution.
Griffes jaunes (Across the Pacific) est un film d'espionnage américain réalisé par John Huston, sorti en 1942.

## Synopsis
En 1941, peu avant l'attaque de Pearl Harbor, Rick Leland, renvoyé de l'armée américaine pour vol, ne parvenant pas à s'engager dans l'armée canadienne puisqu'il est "fiché". Il s'embarque sur un navire japonais en partance pour Yokohama. Là, il fait la connaissance d'Alberta Marlow et du docteur Lorenz. Ce dernier affiche ses sympathies pour le Japon et entend tirer profit des confidences de Leland, qui déclare, un soir de beuverie, bien connaître les installations militaires du canal de Panama, où le navire doit faire escale.

## Fiche technique
- Titre : Griffes jaunes
- Titre original : Across the Pacific
- Réalisateur : John Huston
- Réalisateur non-crédité : Vincent Sherman
- Scénario : Richard Macaulay, d'après une histoire de Robert Carson (en)
- Photographie : Arthur Edeson
- Direction artistique : Robert Haas et Hugh Reticker
- Costumes : Milo Anderson
- Effets spéciaux : Byron Haskin et Willard van Enger
- Montage : Frank Magee et Don Siegel
- Musique : Adolph Deutsch
- Producteurs : Jerry Wald et Jack Saper
- Société de production et de distribution : Warner Bros.
- Genre : Film d'aventure et d'espionnage
- Format : Noir et blanc
- Durée : 93 minutes
- Dates de sortie :
  - États-Unis : 5 septembre 1942
  - France : 4 juillet 1945

## Distribution
- Humphrey Bogart : Rick Leland
- Mary Astor : Alberta Marlow

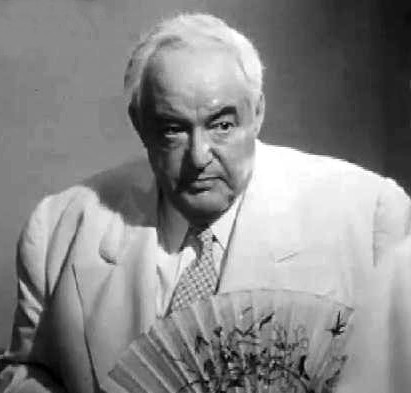
Sydney Greenstreet

- Sydney Greenstreet : Le docteur Lorenz
- Charles Halton : A.V. Smith
- Sen Yung : Joe Totsuiko
- Roland Got : Sugi
- Lee Tung Foo : Sam Wing On
- Frank Wilcox : Le capitaine Morrison
- Paul Stanton : Le colonel Hart
- Lester Matthews : Le major canadien
- John Hamilton : Le président de la cour martiale
- Tom Stevenson : Un homme non identifié
- Roland Drew : Le capitaine Harkness
- Monte Blue : Dan Morton
- Chester Gan : Le capitaine Higoto
- Richard Loo : Le premier officier Miyuma
- Keye Luke : Un employé du navire
- Kam Tong : T. Oki
- Spencer Chan : Le chef-ingénieur Mitsuko
- Rudy Robles : L'assassin philippin

Acteurs non crédités
- Ruth Ford : La secrétaire
- Jester Hairston : Un passant

## Commentaire
Griffes jaunes est peu connu dans la filmographie de John Huston, qui retrouve ici trois de ses interprètes du Faucon maltais (1941), Humphrey Bogart, Mary Astor et Sydney Greenstreet (dans l'intervalle, Huston tourna L'amour n'est pas en jeu en 1942). Un peu à la manière des films de propagande anti-nazi que produisait Hollywood à l'époque, Griffes jaunes, qui a été réalisé après l'attaque japonaise de Pearl Harbor, s'élève contre l'hégémonie du Japon. John Huston n'en néglige pas, pour autant, certains « ingrédients » du Faucon Maltais, comme l'humour et les rapports insolents entre Humphrey Bogart et Mary Astor.